# Mednarodni kodeks za prevoz nevarnega blaga po morju
Mednarodni kodeks za prevoz nevarnega blaga po morju ali kodeks IMDG (angleško IMDG Code, International Maritime Dangerous Goods Code) je mednarodni vodnik pri prevozu nevarnega blaga po morju, priporočen vladam v sprejem ali za uporabo kot osnova državnih predpisov.

## Zgodovina
Začetek kodeksa IMDG sega že v leto 1960, ko so na »Konferenci Varnost življenja na morju« priporočili vladam sprejem mednarodnega kodeksa.
Delovna skupina za varnost »Mednarodne pomorske organizacije« (IMO) je leta 1961 začela pripravljati kodeks v sodelovanju s strokovnjaki za prevoz nevarnih snovi Organizacije združenih narodov.
Kodeks je bil podpisan leta 1965 na zasedanju IMO. Od takrat je kodeks doživel kar nekaj sprememb zaradi zahtev spreminjajoče se industrije.

## Vsebina
Kodeks vsebuje podrobne predpise, pravila in napotke o pomorskem prevozu nevarnih snovi, zbrane v petih delih - registratorjih:
- Splošen pregled kodeksa, priporočila za embaliranje, abecedni seznam nevarnega tovora
- 3 deli razvrščajo nevarne snovi v 13 razredov
- Dodatki opredeljujejo nezgodno-varnostne določbe